# Pedro Henrique (calciatore 1996)
Pedro Henrique, pseudonimo di Pedro Henrique Alves de Almeida (Goiás, 8 novembre 1996), è un calciatore brasiliano, attaccante dello Yunnan Yukun.

## Caratteristiche tecniche
È un centravanti.

## Carriera
Cresciuto nel Grêmio Anápolis, ha militato prevalentemente in Série D e nel Campionato Goiano, fatta esclusione per sei mesi nel 2017 con l'Atl. Goianiense, dove è riuscito a debuttare nel Brasileirão. Acquistato dal Leixões nel 2018, nel gennaio del 2019 è stato acquistato dal Benfica, che lo ha impiegato nella seconda squadra fino al gennaio dell'anno successivo. Ceduto al Farense inizialmente in prestito, il 1º agosto seguente è stato acquistato a titolo definitivo dal club di Faro.